# スランヴァイルプール駅
 スランヴァイルプール駅 （ウェールズ語：Llanfairpwll railway station）はイギリス、アングルシー島にある鉄道駅。ユーストン駅とホーリーヘッド駅を結ぶノース・ウェールズ・コースト線（北ウェールズ海岸線）上にある。
この駅はスランヴァイルプールグウィンギルゴゲリッヒルンドロブールスランティシリオゴゴゴッホ（Llanfairpwllgwyngyll-gogerychwyrndrobwll-llantysilio-gogogoch）という長い通称名で知られ（通常、ハイフンは省略する）、地元のスランヴァイルプールグウィンギルゴゲリッヒルンドロブールスランティシリオゴゴゴッホ村の住民によって利用されている。
この通称駅名および由来となった村名は、19世紀末に町の評議会が観光の売りとして独自につけたもので、ネットワーク・レールによる公式の駅名ではなく、あくまでも正式に登録されている駅名は Llanfairpwllである。したがってこの駅名は世界最長でもイギリス最長でもない。イギリス最長の駅名は同じウェールズの南部にあるRhoose Cardiff International Airport駅である。

## 利用について

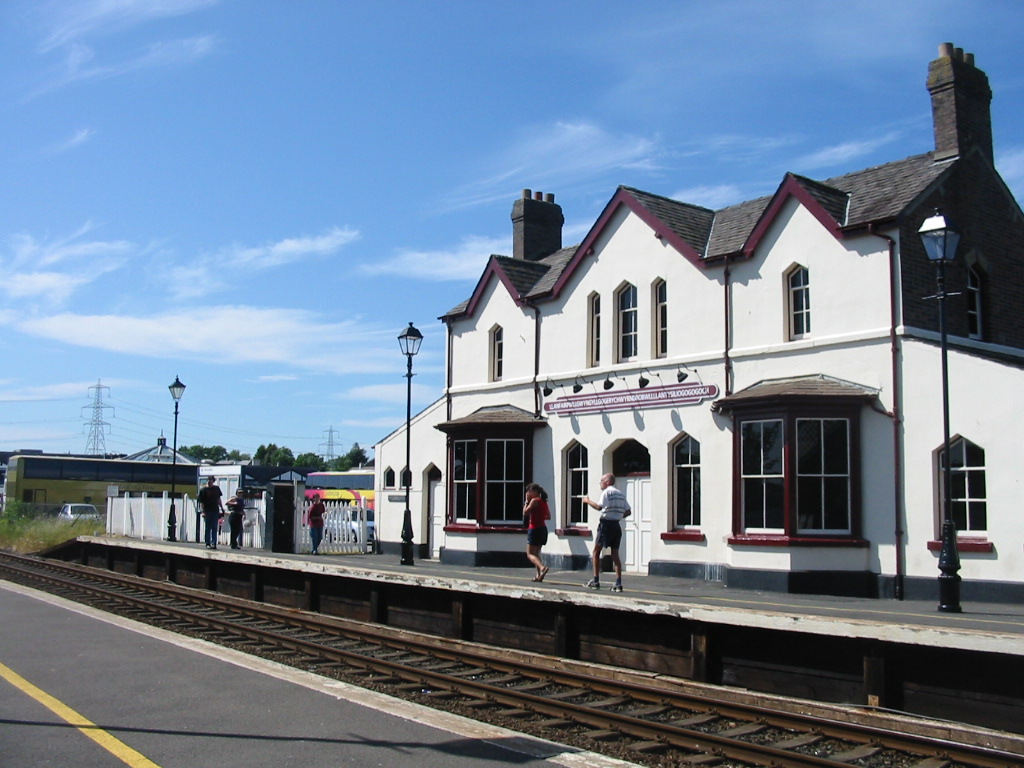
ホームから見た駅舎。

本駅はリクエスト・ストップであり、車掌または運転手に合図を送らないと止まってくれない（トランスポート・フォア・ウェールズの列車のみ）。その他の列車はホーリーヘッド方面及びバンガー、スランディドノ・ジャンクション、コルウィン・ベイ、リル、プレタティン、フリント等を経由してチェスター方面、そして直行サービスのカーディフ、クルー駅、マンチェスター・ピカデリー駅方面と多様な方向に運行されている。

## 利用状況
- 2004-05年 -   6,312人
- 2005-06年 -  6,803人
- 2006-07年 -  9,137人
- 2007-08年 -  12,062人
- 2008-09年 -  11,700人
- 2009-10年 -  13,524人

## 隣の駅
ナショナル・レール
■アリーヴァ・トレインズ・ウェールズ
ノース・ウェールズ・コースト線
バンガー駅 - スランヴァイルプール駅 - ボドオルガン駅